# Temporada 2024 del Campeonato del Mundo de MotoE
La temporada 2024 del Campeonato del Mundo de MotoE (conocida oficialmente como Campeonato Mundial FIM Enel MotoE 2024 por motivos de patrocinio) fue la sexta temporada de dicha competición de motos eléctricas. Este campeonato formó parte de la 76.ª temporada del Campeonato del Mundo de Motociclismo.
Fue la segunda edición con el estatus de Campeonato del Mundo. El español Héctor Garzó se proclamó campeón del mundo en el último Gran Premio en el circuito de Misano, el italiano Mattia Casadei resultó subcampeón y el español Óscar Gutiérrez fue tercero. El equipo alemán Dynavolt Intact GP MotoE, con el mismo Garzó y Lukas Tulovic como pilotos, se proclamó campeón por equipos.

## Calendario
El 10 de octubre de 2023, Dorna y la FIM hicieron públicó el calendario provisional para 2024, el cual estará conformado por ocho rondas, todas ellas dobles.
| Ronda   | Fecha           | Gran Premio                                         | Circuito                                                |
| ------- | --------------- | --------------------------------------------------- | ------------------------------------------------------- |
| 1       | 22 de marzo     | Grand Prix de Portugal                              | Autódromo Internacional do Algarve, Portimão            |
| 1       | 23 de marzo     | Grand Prix de Portugal                              | Autódromo Internacional do Algarve, Portimão            |
| 2       | 11 de mayo      | Grand Prix de France                                | Circuit Bugatti, Le Mans                                |
| 2       | 12 de mayo      | Grand Prix de France                                | Circuit Bugatti, Le Mans                                |
| 3       | 24 de mayo      | Gran Premi de Catalunya                             | Circuit de Barcelona-Catalunya, Montmeló                |
| 3       | 25 de mayo      | Gran Premi de Catalunya                             | Circuit de Barcelona-Catalunya, Montmeló                |
| 4       | 31 de mayo      | Gran Premio d'Italia                                | Autódromo Internacional del Mugello, Scarperia          |
| 4       | 1 de junio      | Gran Premio d'Italia                                | Autódromo Internacional del Mugello, Scarperia          |
| 5       | 28 de junio     | TT Assen                                            | TT Circuit Assen, Assen                                 |
| 5       | 29 de junio     | TT Assen                                            | TT Circuit Assen, Assen                                 |
| 6       | 5 de julio      | Motorrad Grand Prix Deutschland                     | Sachsenring, Hohenstein-Ernstthal                       |
| 6       | 6 de julio      | Motorrad Grand Prix Deutschland                     | Sachsenring, Hohenstein-Ernstthal                       |
| 7       | 16 de agosto    | Motorrad Grand Prix von Österreich                  | Red Bull Ring, Spielberg                                |
| 7       | 17 de agosto    | Motorrad Grand Prix von Österreich                  | Red Bull Ring, Spielberg                                |
| 8       | 6 de septiembre | Gran Premio di San Marino e della Riviera di Rimini | Misano World Circuit Marco Simoncelli, Misano Adriatico |
| 8       | 7 de septiembre | Gran Premio di San Marino e della Riviera di Rimini | Misano World Circuit Marco Simoncelli, Misano Adriatico |
| Fuente: |                 |                                                     |                                                         |

## Equipos y pilotos
Todos los equipos llevan como constructor a Ducati y como motocicleta a la Ducati V21L.
| Equipo                        | N.º | Piloto             | Rondas |
| ----------------------------- | --- | ------------------ | ------ |
| Aruba Cloud MotoE Racing Team | 7   | Chaz Davies        | Todas  |
| Aruba Cloud MotoE Racing Team | 80  | Armando Pontone    | Todas  |
| Dynavolt Intact GP MotoE      | 3   | Lukas Tulovic      | Todas  |
| Dynavolt Intact GP MotoE      | 4   | Héctor Garzó       | Todas  |
| Felo Gresini MotoE            | 11  | Matteo Ferrari     | Todas  |
| Felo Gresini MotoE            | 72  | Alessio Finello    | Todas  |
| Klint Forward Factory Team    | 6   | María Herrera      | Todas  |
| Klint Forward Factory Team    | 9   | Andrea Mantovani   | Todas  |
| LCR E-Team                    | 40  | Mattia Casadei     | Todas  |
| LCR E-Team                    | 51  | Eric Granado       | Todas  |
| Axxis – MSi                   | 77  | Miquel Pons        | Todas  |
| Axxis – MSi                   | 99  | Óscar Gutiérrez    | Todas  |
| Ongetta Sic58 Squadracorse    | 34  | Kevin Manfredi     | Todas  |
| Ongetta Sic58 Squadracorse    | 55  | Massimo Roccoli    | Todas  |
| Openbank Aspar Team           | 21  | Kevin Zannoni      | Todas  |
| Openbank Aspar Team           | 81  | Jordi Torres       | Todas  |
| Tech3 E-Racing                | 29  | Nicholas Spinelli  | Todas  |
| Tech3 E-Racing                | 61  | Alessandro Zaccone | Todas  |
| Fuente:                       |     |                    |        |

| Leyenda             | Leyenda |
| ------------------- | ------- |
| Piloto titular      |         |
| Piloto invitado     |         |
| Piloto de reemplazo |         |

## Resultados y clasificación

### Resultados por Gran Premio
| Ronda | Gran Premio                     | Pole position      | Vuelta rápida      | Piloto ganador     | Equipo ganador           |
| ----- | ------------------------------- | ------------------ | ------------------ | ------------------ | ------------------------ |
| 1     | Gran Premio de Portugal         | Eric Granado       | Alessandro Zaccone | Nicholas Spinelli  | Tech3 E-Racing           |
| 1     | Gran Premio de Portugal         | Eric Granado       | Óscar Gutiérrez    | Mattia Casadei     | LCR E-Team               |
| 2     | Gran Premio de Francia          | Héctor Garzó       | Héctor Garzó       | Nicholas Spinelli  | Tech3 E-Racing           |
| 2     | Gran Premio de Francia          | Héctor Garzó       | Nicholas Spinelli  | Nicholas Spinelli  | Tech3 E-Racing           |
| 3     | Gran Premio de Cataluña         | Eric Granado       | Óscar Gutiérrez    | Óscar Gutiérrez    | Axxis – MSi              |
| 3     | Gran Premio de Cataluña         | Eric Granado       | Óscar Gutiérrez    | Kevin Zannoni      | Openbank Aspar Team      |
| 4     | Gran Premio de Italia           | Alessandro Zaccone | Nicholas Spinelli  | Kevin Zannoni      | Openbank Aspar Team      |
| 4     | Gran Premio de Italia           | Alessandro Zaccone | Alessandro Zaccone | Mattia Casadei     | LCR E-Team               |
| 5     | Gran Premio de los Países Bajos | Alessandro Zaccone | Óscar Gutiérrez    | Héctor Garzó       | Dynavolt Intact GP MotoE |
| 5     | Gran Premio de los Países Bajos | Alessandro Zaccone | Alessandro Zaccone | Alessandro Zaccone | Tech3 E-Racing           |
| 6     | Gran Premio de Alemania         | Alessandro Zaccone | Héctor Garzó       | Héctor Garzó       | Dynavolt Intact GP MotoE |
| 6     | Gran Premio de Alemania         | Alessandro Zaccone | Héctor Garzó       | Héctor Garzó       | Dynavolt Intact GP MotoE |
| 7     | Gran Premio de Austria          | Óscar Gutiérrez    | Óscar Gutiérrez    | Óscar Gutiérrez    | Axxis – MSi              |
| 7     | Gran Premio de Austria          | Óscar Gutiérrez    | Héctor Garzó       | Héctor Garzó       | Dynavolt Intact GP MotoE |
| 8     | Gran Premio de San Marino       | Mattia Casadei     | Kevin Zannoni      | Mattia Casadei     | LCR E-Team               |
| 8     | Gran Premio de San Marino       | Mattia Casadei     | Matteo Ferrari     | Óscar Gutiérrez    | Axxis – MSi              |

### Campeonato de Pilotos
Sistema de puntuación
Los puntos se reparten entre los quince primeros clasificados en acabar la carrera. 
Sistema de puntuación de 1993 hasta 2022:
| Posición | 1.º | 2.º | 3.º | 4.º | 5.º | 6.º | 7.º | 8.º | 9.º | 10.º | 11.º | 12.º | 13.º | 14.º | 15.º |
| Puntos   | 25  | 20  | 16  | 13  | 11  | 10  | 9   | 8   | 7   | 6    | 5    | 4    | 3    | 2    | 1    |

| Pos.    | Piloto             | POR | POR | FRA | FRA | CAT | CAT | ITA | ITA | NED | NED | GER | GER | AUT | AUT | RSM | RSM | Pts |
| ------- | ------------------ | --- | --- | --- | --- | --- | --- | --- | --- | --- | --- | --- | --- | --- | --- | --- | --- | --- |
| 1       | Héctor Garzó       | 2   | 2   | Ret | Ret | 4   | 5   | 8   | 3   | 1   | 3   | 1   | 1   | 2   | 1   | 4   | 7   | 246 |
| 2       | Mattia Casadei     | 3   | 1   | 3   | 2   | 6   | Ret | 2   | 1   | Ret | 8   | 9   | 9   | 3   | 3   | 1   | 2   | 231 |
| 3       | Óscar Gutiérrez    | Ret | 3   | 7   | 3   | 1   | 2   | 10  | 11  | 3   | 2   | Ret | 4   | 1   | Ret | 8   | 1   | 208 |
| 4       | Kevin Zannoni      | 5   | 7   | 2   | 9   | 3   | 1   | 1   | 4   | 14  | 7   | 8   | 15  | 4   | 2   | Ret | 5   | 191 |
| 5       | Alessandro Zaccone | Ret | 12  | Ret | 4   | 5   | 3   | 6   | 2   | DSQ | 1   | 2   | 5   | 6   | 5   | 2   | 8   | 179 |
| 6       | Jordi Torres       | Ret | 5   | 4   | Ret | 7   | 4   | 12  | Ret | 4   | 5   | 5   | 3   | 5   | 4   | 5   | 4   | 152 |
| 7       | Nicholas Spinelli  | 1   | Ret | 1   | 1   | Ret | Ret | 9   | 10  | Ret | Ret | 3   | 2   | 11  | 8   | 9   | 11  | 149 |
| 8       | Matteo Ferrari     | 12  | 8   | 8   | 8   | 8   | 8   | 7   | 8   | 6   | 9   | 4   | 6   | Ret | 6   | 6   | 6   | 132 |
| 9       | Andrea Mantovani   | 7   | 9   | 5   | 5   | 15  | 7   | 5   | 6   | NC  | 14  | 11  | 8   | 7   | 9   | 10  | 9   | 113 |
| 10      | Eric Granado       | Ret | 4   | 6   | Ret | 2   | Ret | 3   | 6   | Ret | 12  | DNS | DNS | Ret | 10  | 3   | 3   | 112 |
| 11      | Lukas Tulovic      | 4   | 6   | 11  | 6   | Ret | 6   | DNS | DNS | 8   | 4   | 7   | 10  | 8   | 7   | 7   | 17  | 111 |
| 12      | Miquel Pons        | Ret | 11  | 15  | 7   | 9   | 9   | 11  | 9   | 5   | 6   | 6   | 7   | Ret | Ret | 11  | 10  | 94  |
| 13      | Massimo Roccoli    | 6   | 10  | Ret | 13  | 10  | 11  | 4   | 7   | 7   | 10  | 13  | 11  | 9   | 11  | Ret | DNS | 88  |
| 14      | Alessio Finello    | 13  | 13  | 9   | 10  | 12  | 12  | 13  | 12  | 9   | 11  | 10  | 14  | 12  | 13  | 12  | 12  | 70  |
| 15      | Kevin Manfredi     | 8   | 14  | 10  | 11  | 11  | 10  | 14  | 13  | 11  | 15  | 15  | 13  | 14  | 15  | 13  | 14  | 56  |
| 16      | María Herrera      | 11  | 17  | 14  | 14  | 13  | 13  | 17  | 15  | 12  | 13  | 12  | 17  | 10  | 12  | 14  | 13  | 43  |
| 17      | Chaz Davies        | 9   | 15  | 13  | 12  | Ret | 14  | 16  | 14  | 10  | Ret | 14  | 16  | 13  | 14  | 15  | 15  | 35  |
| 18      | Armando Pontone    | 10  | 16  | 12  | Ret | 14  | 15  | 15  | 16  | 13  | 16  | DNS | 12  | 15  | 16  | 16  | 16  | 23  |
| Pos.    | Piloto             | POR | POR | FRA | FRA | CAT | CAT | ITA | ITA | NED | NED | GER | GER | AUT | AUT | RSM | RSM | Pts |
| Fuente: |                    |     |     |     |     |     |     |     |     |     |     |     |     |     |     |     |     |     |

| Color     | Resultado                                                               |
| --------- | ----------------------------------------------------------------------- |
| Oro       | Ganador                                                                 |
| Plata     | 2.ª plaza                                                               |
| Bronce    | 3.ª plaza                                                               |
| Verde     | Finalizó en los puntos                                                  |
| Azul      | Finalizó sin puntos                                                     |
| Azul      | NC - No clasificado                                                     |
| Violeta   | Ret - No terminó (Carrera)                                              |
| Rojo      | DNQ - No se clasificó                                                   |
| Negro     | DSQ - Descalificado                                                     |
| Blanco    | DNS - No empezó (carrera)                                               |
| Blanco    | WD - Retirado (fin de semana)                                           |
| Blanco    | C - Carrera cancelada                                                   |
| Sin color | DNP - Inscrito pero no participó                                        |
| Sin color | INJ - Lesionado                                                         |
| Sin color | EX - Excluido                                                           |
| Estado    | Resultado                                                               |
| Negrita   | Pole position                                                           |
| Cursiva   | Vuelta rápida                                                           |
| †         | Abandona, pero clasifica al completar el porcentaje requerido para ello |

### Campeonato de Equipos
| Pos.    | Equipo                        | N.º. Moto | POR | POR | FRA | FRA | CAT | CAT | ITA | ITA | NED | NED | GER | GER | AUT | AUT | RSM | RSM | Ptos. |
| ------- | ----------------------------- | --------- | --- | --- | --- | --- | --- | --- | --- | --- | --- | --- | --- | --- | --- | --- | --- | --- | ----- |
| 1       | Dynavolt Intact GP MotoE      | 3         | 4   | 6   | 11  | 6   | Ret | 6   | DNS | DNS | 8   | 4   | 7   | 10  | 8   | 7   | 7   | 17  | 357   |
| 1       | Dynavolt Intact GP MotoE      | 4         | 2   | 2   | Ret | Ret | 4   | 5   | 8   | 3   | 1   | 3   | 1   | 1   | 2   | 1   | 4   | 7   | 357   |
| 2       | LCR E-Team                    | 40        | 3   | 1   | 3   | 2   | 6   | Ret | 2   | 1   | Ret | 8   | 9   | 9   | 3   | 3   | 1   | 2   | 343   |
| 2       | LCR E-Team                    | 51        | Ret | 4   | 6   | Ret | 2   | Ret | 3   | 5   | Ret | 12  | DNS | DNS | Ret | 10  | 3   | 3   | 343   |
| 3       | Openbank Aspar Team           | 21        | 5   | 7   | 2   | 9   | 3   | 1   | 1   | 4   | 14  | 7   | 8   | 15  | 4   | 2   | Ret | 5   | 343   |
| 3       | Openbank Aspar Team           | 81        | Ret | 5   | 4   | Ret | 7   | 4   | 12  | Ret | 4   | 5   | 5   | 3   | 5   | 4   | 5   | 4   | 343   |
| 4       | Tech3 E-Racing                | 29        | 1   | Ret | 1   | 1   | Ret | Ret | 9   | 10  | Ret | Ret | 3   | 2   | 11  | 8   | 9   | 11  | 328   |
| 4       | Tech3 E-Racing                | 61        | Ret | 12  | Ret | 4   | 5   | 3   | 6   | 2   | DSQ | 1   | 2   | 5   | 6   | 5   | 2   | 8   | 328   |
| 5       | Axxis – MSi                   | 77        | Ret | 11  | 15  | 7   | 9   | 9   | 11  | 9   | 5   | 6   | 6   | 7   | Ret | Ret | 11  | 10  | 302   |
| 5       | Axxis – MSi                   | 99        | Ret | 3   | 7   | 3   | 1   | 2   | 10  | 11  | 3   | 2   | Ret | 4   | 1   | Ret | 8   | 1   | 302   |
| 6       | Felo Gresini MotoE            | 11        | 12  | 8   | 8   | 8   | 8   | 8   | 7   | 8   | 6   | 9   | 4   | 6   | Ret | 6   | 6   | 6   | 202   |
| 6       | Felo Gresini MotoE            | 72        | 13  | 13  | 9   | 10  | 12  | 12  | 13  | 12  | 9   | 11  | 10  | 14  | 12  | 13  | 12  | 12  | 202   |
| 7       | Klint Forward Factory Team    | 6         | 11  | 17  | 14  | 14  | 13  | 13  | 17  | 15  | 12  | 13  | 12  | 17  | 10  | 12  | 14  | 13  | 156   |
| 7       | Klint Forward Factory Team    | 9         | 7   | 9   | 5   | 5   | 15  | 7   | 5   | 6   | NC  | 14  | 11  | 8   | 7   | 9   | 10  | 9   | 156   |
| 8       | Ongetta Sic58 Squadracorse    | 34        | 8   | 14  | 10  | 11  | 11  | 10  | 14  | 13  | 10  | 15  | 15  | 13  | 14  | 15  | 13  | 14  | 144   |
| 8       | Ongetta Sic58 Squadracorse    | 55        | 6   | 10  | Ret | 13  | 10  | 11  | 4   | 7   | 6   | 10  | 13  | 11  | 9   | 11  | Ret | DNS | 144   |
| 9       | Aruba Cloud MotoE Racing Team | 7         | 9   | 15  | 13  | 12  | Ret | 14  | 16  | 14  | 10  | Ret | 14  | 16  | 13  | 14  | 15  | 15  | 58    |
| 9       | Aruba Cloud MotoE Racing Team | 80        | 10  | 16  | 12  | Ret | 14  | 15  | 15  | 16  | 13  | 16  | DNS | 12  | 15  | 16  | 16  | 16  | 58    |
| Pos.    | Equipo                        | N.º. Moto | POR | POR | FRA | FRA | CAT | CAT | ITA | ITA | NED | NED | GER | GER | AUT | AUT | RSM | RSM | Ptos. |
| Source: |                               |           |     |     |     |     |     |     |     |     |     |     |     |     |     |     |     |     |       |